# Milicia excelsa
El árbol de iroko (Milicia excelsa) es un árbol que pertenece a la familia de las Moraceae y es conocido por su valiosa madera de iroko. Esta madera es considerada una de las más nobles y apreciadas por los profesionales de la carpintería y la construcción, solo superada por la teca. La producción de madera de iroko es limitada debido a la sobreexplotación del árbol, que puede alcanzar tamaños considerables en su hábitat natural en África.
El iroko es una madera de alta calidad, con una textura uniforme y un color que puede variar desde el marrón claro hasta el marrón oscuro. Además, es resistente a la humedad y a la putrefacción, lo que la hace ideal para aplicaciones al aire libre y en contacto con el agua. La mayor parte del iroko proviene de la Milicia excelsa (o Chlorophora excelsa), aunque otra especie cercana, la Milicia regia (o Chloropora regia), también lo proporciona. La madera de la segunda es ligeramente más densa que la de la primera.

## Historia
El árbol es venerado por algunas culturas aborígenes africanas y es objeto de ofrendas y protección. El pueblo yoruba cree que está habitado por espíritus. La persona que llega a ver cara a cara al espíritu del árbol puede volverse loco y morir en breve. Según muchos yorubas, quien tala uno de estos árboles acarrea la ruina sobre él mismo y sobre toda su familia. También tienen la creencia de que el espíritu del iroko sobrevive a la tala y puede oírse en las casas donde se instala esta madera. Esta ficción representa la enseñanza de lo importante que para ellos son estos árboles. Estas creencias se extienden a otras culturas africanas y para otras especies.

## Nombres vernáculos
El iroko o iroco recibe nombres muy diversos: semli (Sierra Leona y Liberia), iroko (Costa de Marfil), odum (Ghana), rokko (Nigeria), abang (Camerún), abang y mandjii (Gabón), kambala (República del Congo), lusanda, molundu y mokongo (Zaire), Moreira (Angola), tule muzafa (Mozambique), y además en otras zonas: mvuli, mvule y kambala.

## Distribución
M. excelsa crece en el territorio comprendido entre el golfo de Guinea y Zaire hasta el África Oriental, siendo más escaso cuanto más hacia el este. Ocupa preferentemente los bordes de la selva espesa de alta pluviosidad. M. regia, una especie muy parecida, se reparte entre los territorios de Gambia y Ghana.

## Madera
La madera de M. excelsa presenta una albura y un duramen muy bien diferenciados. La primera es de color blanco-amarillento y el duramen pardo-amarillento a pardo-rojizo. Presenta un aspecto macizo y denso. Al tacto no es tan untuosa como la teca del sudoeste asiático. Tiene una ligera contramalla que no le resta dificultades en el mecanizado, aunque sí desgasta bastante los filos. Su peso específico es 0,650. La madera madura muy bien y no presenta tendencias al alabeo o a las fendas. Se debe vigilar la sierra, tanto por su polvo como por la dificultad que puede generar su trabajo debido a la contramalla. El grano es mediano y frecuentemente grueso.
Se clava bien. La cola debe ser mejor de lo habitual para evitar desencolados imprevistos.
Se utiliza en toda clase de mobiliario, tanto interior como exterior. Es idónea para tarimas y parqué. Excelente en construcción naval, cubas, tonelería (aunque no muy apta para madurar vinos o licores), ebanistería. Produce unas chapas excelentes. Su durabilidad natural es muy buena. Los insectos pueden llegar a atacar la albura, por lo que en este caso conviene proteger la madera. En todo cado, no la atacan los escarabajos Lyctus. Es muy poco impregnable y su polvo puede generar alergias o problemas respiratorios.
En la actualidad se introducen listones de iroko en la  'Txalaparta', un instrumento de percusión tradicional vasco, y en los yembés.

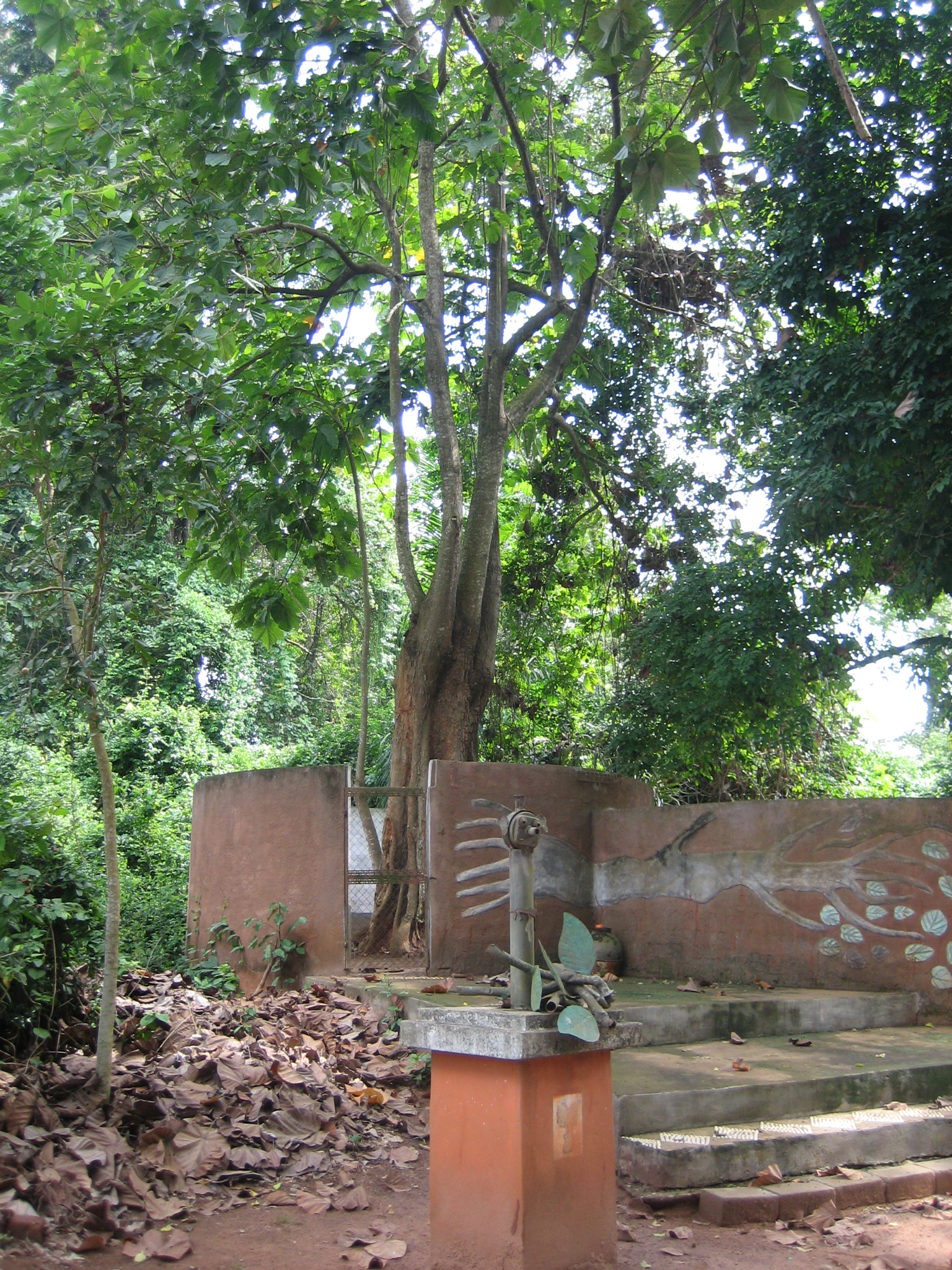
Iroko, el árbol.

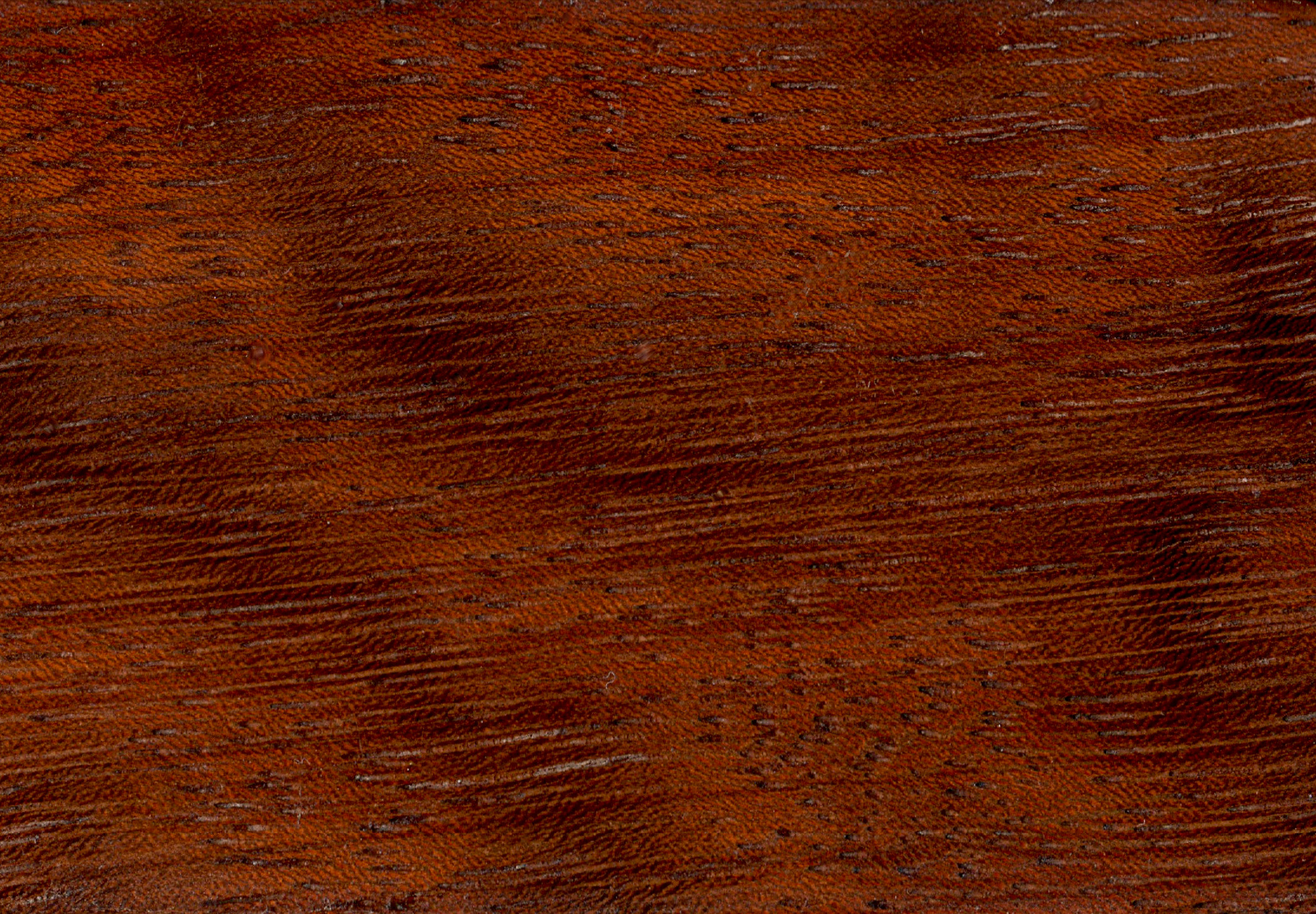
Madera de iroko o iroco